# サム・パックマン
もしかして
- サム・バックマン

ではありませんか？